# Doze Girassóis numa Jarra
Os Doze girassóis numa jarra é uma pintura do pintor holandês Vincent van Gogh. Após a chegada do pintor ao sul da França, estabelecendo-se em Arles, Van Gogh passou a utilizar efeitos de cores e de luz com mais intensidade.   Doze Girassóis numa Jarra pode ser considerado o culminar de todo este efeito em na obra do artista.
Finalizado em agosto de 1888, o quadro está hoje exposto na Neue Pinakothek, em Munique.
Atualmente, esta é uma das telas mais famosas do mundo. Tal sucesso e reconhecimento contrastam com a vida do seu autor, que sempre viveu à margem da sociedade. Ao longo de toda a trajetória de Van Gogh, o artista vendeu somente um quadro. 
Ele só foi reconhecido mundialmente depois de sua morte.

## A mudança de estilo
Na primeira fase de pintura de Van Gogh, o artista priorizava por temas relacionados à vida simples e camponesa. Em obras como Os Comedores de batata, o pintor trabalhava com tons escuros nas composições que elaborava, notando-se ainda a forte inspiração em outros artistas do período. Nessas obras, é evidente a figura humana como tema central, sendo que recebiam destaques as classes sociais mais baixas (camponeses, tecelões, agricultores, por exemplo). Além da paleta de cores terrosas, o pintor utilizava o contraste entre o claro e o escuro para criar uma atmosfera dramática e expressiva. Até então, os estudos de anatomia elaborados por Van Gogh eram evidentes nas obras que produzia.
Quando o artista chega à Paris, o estilo de pintura dele passa por uma alteração. No novo momento do artista, as cores ganham uma dimensão fundamental nas pinturas executadas por ele. Isso foi possível devido ao contato com novos artistas e novas técnicas, conhecidas pelo irmão dele, Theo, que o recebeu em casa. A influência mais clara nas obras é a do movimento impressionista, que tinha como pintores participantes nomes como Monet, Gauguin, Degas. A partir disso, as obras de Van Gogh deixaram de trazer a figura humana como elemento central, pautando-se em natureza morta (como é o caso da pintura analisada) ou em ambientes e objetos (por exemplo, A Cadeira de Van Gogh com cachimbo). A cor, nas obras do pintor, passa a ser utilizada como uma forma de expressão, sem compromisso com o realismo. Contrastes entre cores harmônicas, como o verde e o amarelo, recebem destaque em Doze girassóis numa jarra.

## Outras telas de girassóis
Ao todo, Van Gogh pintou sete telas de girassóis aquando de sua estadia na cidade de Arles, ao sul da França.

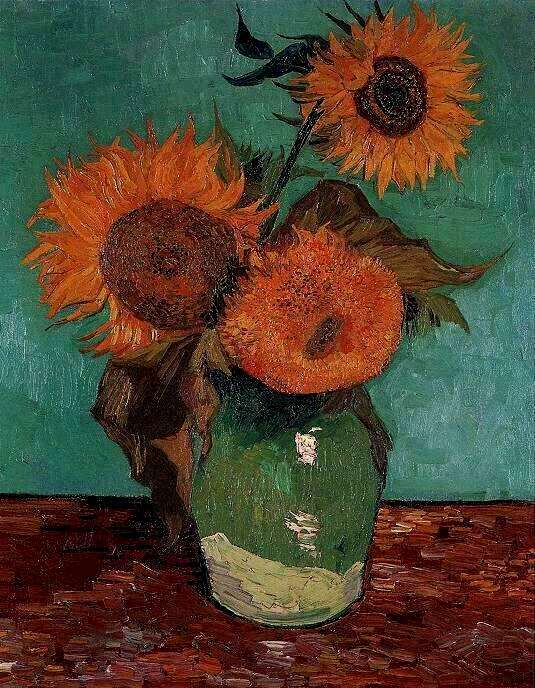
Vaso com três girassóis (agosto de 1888). Coleção particular, Estados Unidos.
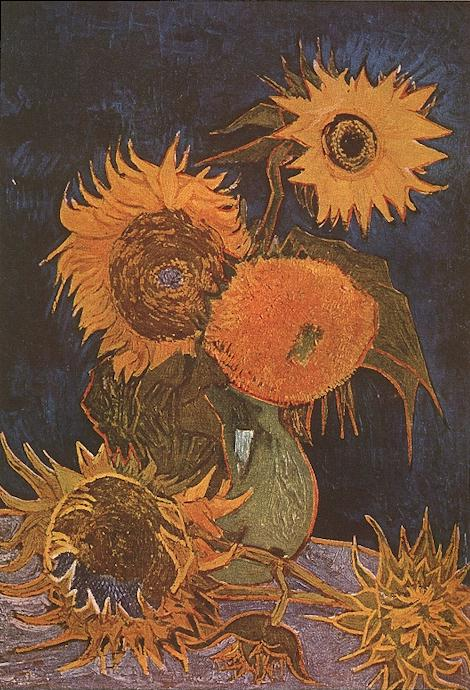
Vaso com cinco girassóis (agosto de 1888). Destruído pelo fogo durante a Segunda Guerra Mundial em 6 de agosto de 1945.
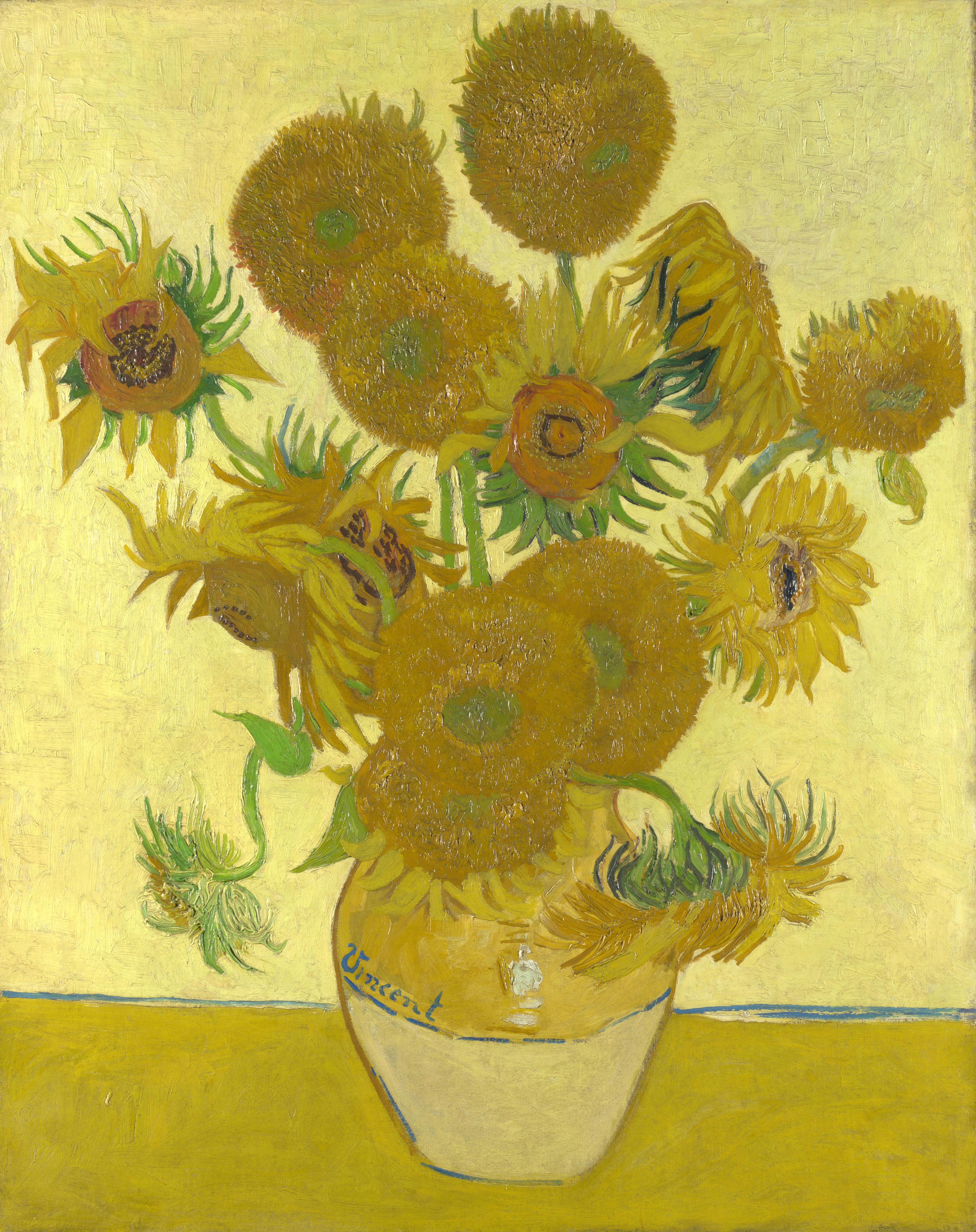
Vaso com quinze girassóis (agosto de 1888). National Gallery, Londres, Inglaterra.
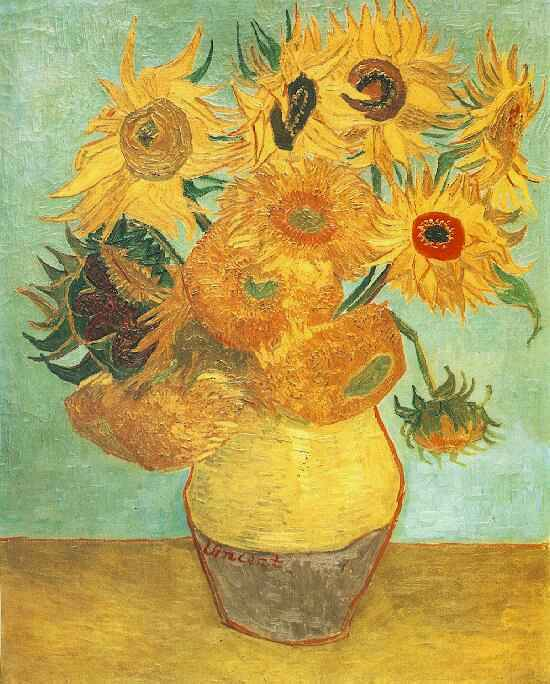
Vaso com doze girassóis (janeiro de 1889). Philadelphia Museum of Art, Filadélfia, Estados Unidos.
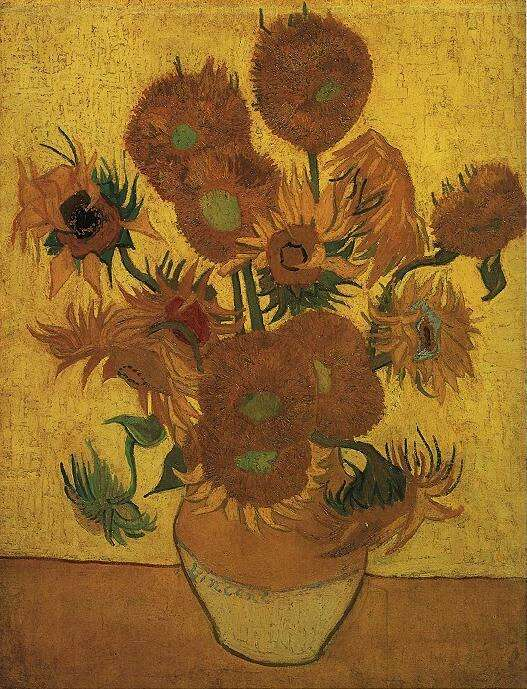
Vaso com quinze girassóis (janeiro de 1889). Museu Van Gogh, Amsterdã, Países Baixos.
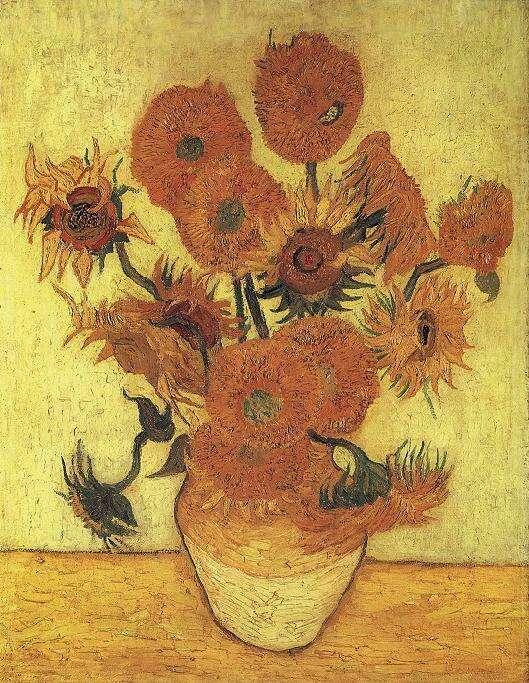
Vaso com quinze girassóis (janeiro de 1889). Sompo Japan Museum of Art, Tóquio,julian Japão.